# Rusningstrafik
Rusningstrafik és un àlbum del cantautor suec Lars Winnerbäck de l'any 1997.

## Cançons
1. "En av alla dom", Un de tots ells
2. "Ingen har lust", Ningú no en té ganes
3. "Nån annan", Algú altre
4. "Rusningstrafik", Hora punta
5. "Höst på min planet", Tardor al meu planeta
6. "Balladen om konsekvenser", Balada sobre les conseqüències
7. "Vår för hjärter dam", Primavera per la reina de cors
8. "Psalm i januari", Salm de gener
9. "En svår och jobbig grej", Quelcom dur i difícil
10. "Låg", Baix
11. "Nu är alla små stjärnor", Ara tots són estrelletes
12. "Vänner", Amics